# Espai Natural Protegit de Bellmunt-Almenara

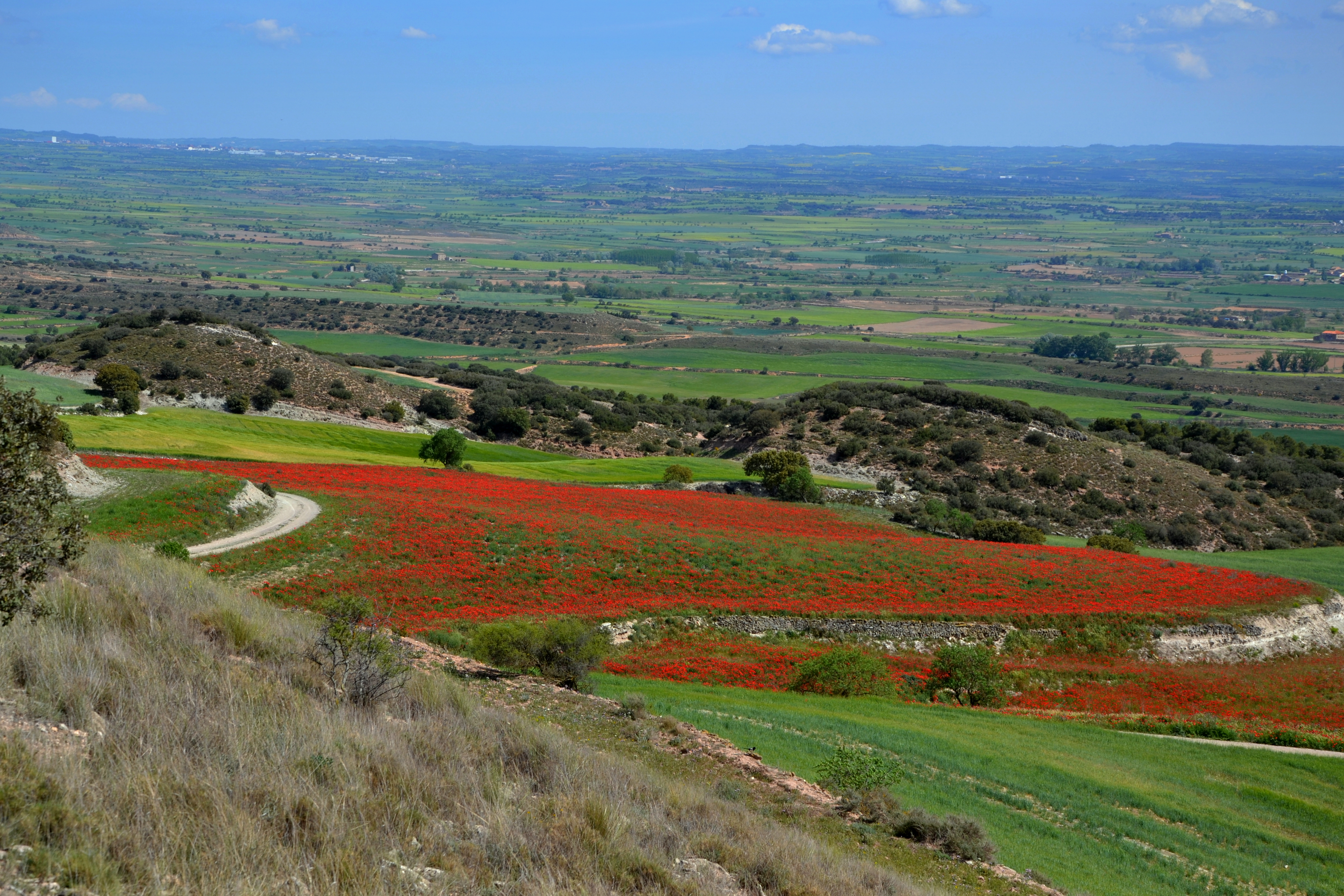
Bellmunt-Almenara, sector del pilar d'Almenara.

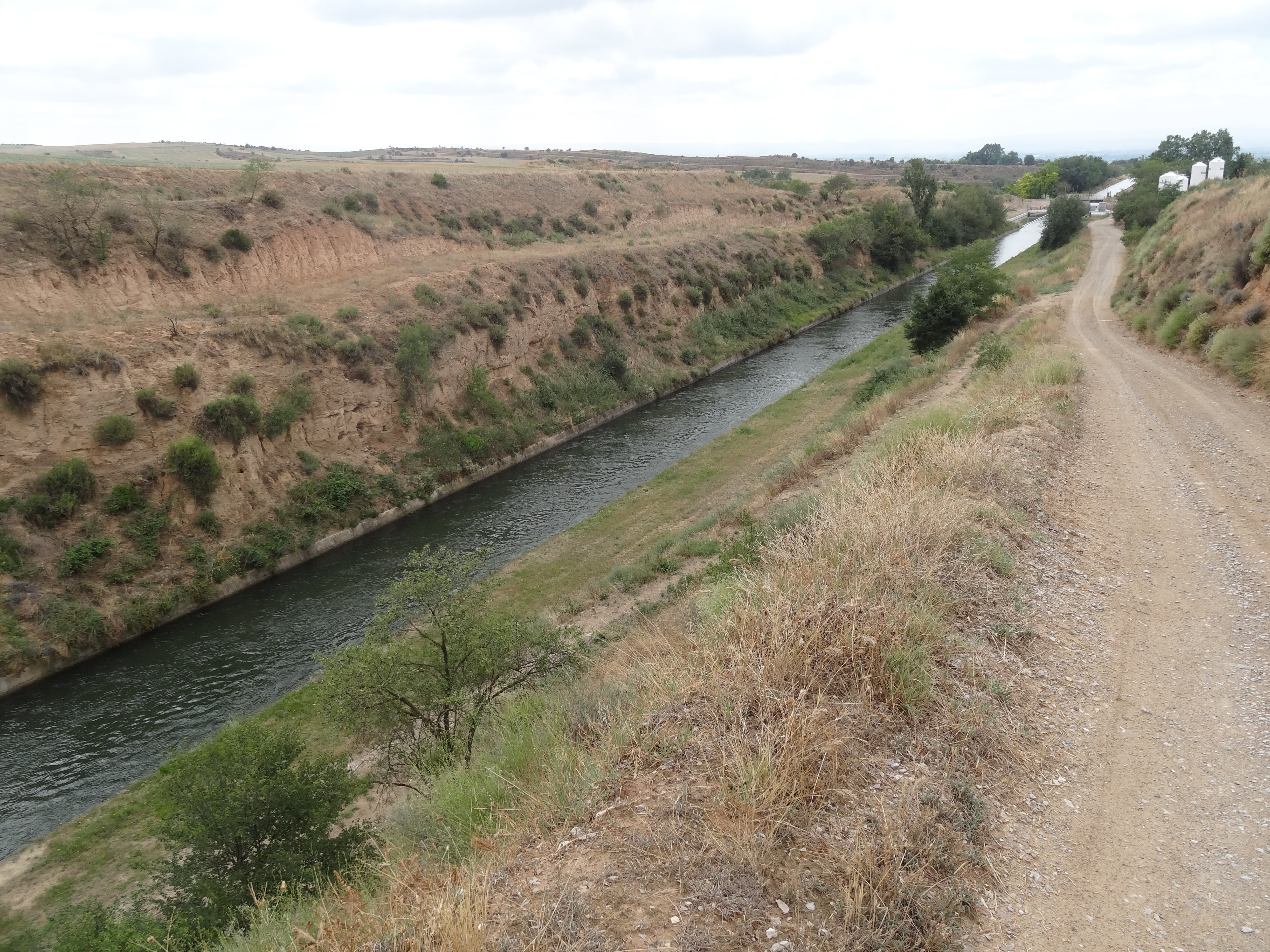
Canal d'Urgell sortint de la trinxera de la Serra d'Almenara.

L'Espai Natural Protegit de Bellmunt-Almenara és una àrea natural situada al límit nord de la Depressió Central, entre el Pla d'Urgell i les terres de la Noguera. El paisatge, al límit entre la plana i el Prepirineu exterior, ha estat profundament transformat per l'activitat agrícola: bona part dels turons s'han llaurat i convertit en conreus de secà, de manera que només resten petites àrees aïllades de vegetació natural gipsícola i pròpia del carrascar, juntament amb bones poblacions d'aus estepàries com el sisó.

## Situació
L'àrea protegida s'estén per un total de 4.045,36 ha i entre 11 municipis de la Noguera i de l'Urgell:
| Municipi/Comarca   | Superfície (ha) | %     |
| ------------------ | --------------- | ----- |
| Noguera            | 2.876,28        | 71,1  |
| Montgai            | 1.084,51        | 26,81 |
| La Sentiu de Sió   | 928,65          | 22,96 |
| Preixens           | 370,97          | 9,17  |
| Bellcaire d'Urgell | 206,88          | 5,11  |
| Cubells            | 95,76           | 2,37  |
| Balaguer           | 89              | 2,2   |
| Penelles           | 62,34           | 1,54  |
| Bellmunt d'Urgell  | 38,16           | 0,94  |
| Urgell             | 1.169,08        | 28,9  |
| Agramunt           | 919,87          | 22,74 |
| Castellserà        | 248,78          | 6,15  |
| Tornabous          | 0,43            | 0,01  |

## Geologia
La Serra de Bellmunt forma part d'una alineació longitudinal de muntanyes que constitueixen l'anomenat anticlinal de Barbastre-Balaguer-Almenara. És formada per materials sedimentaris postorogènics de l'oligocè, amb els estrats afectats per plegaments originats pels esforços tectònics alpins combinats per un comportament molt plàstic dels materials subjacents.
Cal assenyalar-hi la presència dels anomenats guixos de Barbastre, que penetren a Catalunya per Alfarràs, s'estenen per la Serra Llarga i, passat el Segre, configuren una branca sud al llarg de l'anticlinal de Bellmunt. Els afloraments de guixos presents en aquesta serra allargada determinen la geomorfologia i els tipus de vegetació que s'hi estableixen.
L'Espai és format per un relleu caracteritzat per petits turons argil·localcaris, de baixa altura, que separen les planes agrícoles a una banda i l'altra (de regadiu al sud i de secà al nord). Forma part dels relleus marginals de la Depressió Central, en contacte amb les serres més externes de Prepirineu.

## Biodiversitat
Les terres agrícoles i àrees antròpiques ocupen la major part de l'àrea amb un 81,57%, seguit de zones amb vegetació arbustiva i herbàcia (9,7%), ambients litorals i salins (5,35%), boscos (2,15%), àrees talades o cremades (1,08%) i molleres i aiguamolls (0,15%).

### Flora
Aquest espai acull una mostra significativa dels segments actuals de vegetació espontània, que ocupen una extensió molt reduïda en el paisatge actual. Cal assenyalar que l'Espai és una mostra important del paisatge agrícola de secà de la depressió, i amb això completa el mostrari d'unitats de vegetació de la resta d'espais de la unitat.
La vegetació d'aquest espai és la característica del país del carrascar amb espina cervina de fulla petita (Quercetum rotundifoliae rhamnetosum infectoriae). De carrascar només en resten petits fragments, com els de Montgai, testimoni de la vegetació natural d'aquestes serres marginals al nord de les planes centrals. La vegetació actual característica d'aquests turons són les brolles empobrides de romaní i maleïda amb esteperola (Genisto-Cistetum clusii), timonedes nitrohalòfiles (Salsolo-Artemisietum herba-albae) i prats secs de teròfits (Thero-Brachypodion).
Cal subratllar el notable desenvolupament de les comunitats arvenses dels camps de cereals, típiques del paisatge de secà, com les comunitats de ballarida i rosella morada (Roemerio-Hypecoetum), de Silene rubeila i herba molla (Atriplici-Silenetum rubellae) i de ravenissa comuna (Diplotaxietum erucoidis), entre d'altres.
S'ha de remarcar l'interès de la flora que integra aquestes comunitats, amb un nucli important d'espècies mediterraneo-estepàries, algunes de les quals endemismes iberonord-africans (com Senecio auricularia subsp. sicoricus) i que, a Catalunya, només penetren fins aquest territori. Altres espècies estepàries d'interès presents en aquest Espai són: Ferula loscosii o Linaria oblongifolia subssp. aragonensis.

### Fauna
Els poblaments faunístics d'aquest Espai van molt associats als biòtops agrícoles de secà i moltes de les espècies en depenen directament. L'interès principal de l'Espai rau fonamentalment en l'ornitofauna de característiques estepàries, entre la qual hi ha les poblacions de més interès d'algunes espècies singulars de la Catalunya seca.
A l'altiplà de Bellmunt hi ha un nucli reproductor del sisó (Tetrax tetrax), així com llocs favorables per a les parades nupcials dels seus mascles. També hi ha espècies estepàries com el torlit (Burhinus oedicnemus), l'esparver cendrós (Circus pygargus), el gaig blau (Coracias garrulus) o la calàndria (Melanocorypha calandra). També s'hi presenten altres espècies pròpies d'espais oberts com el trobat (Anthus campestris), la terrerola vulgar (Calandrella brachydactyla), la cogullada comú (Galerida cristata) la fosca (G. thecklae) o l'abellerol (Merops apiaster).
El sector del pilar d'Almenara també és una àrea d'importància per la dispersió d'alguns ocells rapinyaires (especialment a l'hivern) com l'àguila daurada (Aquila chrysaetos) o la cuabarrada (Hieraaetus fasciatus), atesa l'abundància d'algunes espècies presa com el conill (Oryctolagus cunniculus) i la perdiu roja (Alectoris rufa).

## Amenaces
Entre els principals impactes que es produeixen en aquest Espai, cal remarcar la transformació dels erms i la pèrdua de les àrees de vegetació natural amb la consegüent pèrdua dels seus principals valors ecològics. També s'hi localitza algun sector amb importants abocaments de runes als vessants de l'altiplà. Les repoblacions de vessants amb pi blanc han afectat les formacions originàries de vegetació gipsícola.
D'altra banda, és necessari destacar la fragilitat dels poblaments i espècies de la fauna de requeriments esteparis, així com la vulnerabilitat dels carrascars relictes de les serres marginals.